# SN 2006jw
SN 2006jw – supernowa typu Ia odkryta 3 października 2006 roku w galaktyce A022322+0049. W momencie odkrycia miała maksymalną jasność 22,50m.